# Киньямел
Киньямел, (порт. Quinhámel) — город, находящийся на северо-востоке Гвинеи-Бисау. Административный центр округа Биомбо. Население — около 43 тысяч человек (на 2009 год).
После начала внутриполитического конфликта в Гвинее-Бисау в 1998 году (т. н. «конфликт 7 июня»), гражданской войны и вооружённых столкновений, в районе вокруг города собралось до 100 тысяч беженцев из соседних регионов страны.

## Население и административное деление
Население города составляют преимущественно представители народности пепель. Административно в Киньямел, кроме самого города, входит около 65 населённых пунктов, преимущественно небольших деревень (Tabancas). Сам город разделён на 6 частей (Bairros). К наиболее значительным относятся следующие из обеих групп: Бижимита, Бимлим, Букомил, Купедо, Блом, Дорсе, Оме, Ондаме, Квиланде, Куитаа.

## Хозяйство и достопримечательности
Город находится на океанском побережье, таким образом рыболовство играет в его экономике особую роль. Рыбная ловля также проводится на реке Рио-Мансоа. Кроме этого, здесь развито сельское хозяйство. Из наиболее распространённых культур следует назвать рис, манго, орехи кэшью. В городе находится португальская дистиллирия Destilaria do Manuel Português, уже на протяжении десятилетий производящая крепкие алкогольные напитки из местного экзотического сельскохозяйственного сырья (тростникового сахара, орехов кэшью, мёда и т. д.).
При помощи неправительственной организации ARTISSAL в Киньямеле поддерживаются и развиваются на предприятии Fábrica de tecelagem do Panu di Pinti традиционное для народа пепель текстильное производство, налажен выпуск тканей с рисунками, типичными для африканских культур Западной Африки. При помощи ARTISSALтакже в городе организован этнографический музей (Museu Papel), экспозиция которого рассказывает об истории и культуре местного населения.
Город Киньямел известен также своими пляжами и традиционными ремесленными производствами (ткани). Самый представительный отель здесь на побережье — Hotel Mar Azul. Наиболее респектабельный ресторан — Esplanada Omay, известный своими устрицами, приготовленными на гриле, к которым традиционно подают холодное пиво.

## Города-партнёры
- Португалия: Оэйраш (с 2001 года).

## Дополнения
- Любительские съёмки поездки по городу Киньямел, с аранжировкой певца из Гвинеи-Бисау Zé Manel (на YouTube, длительность 2:43 Min.).